# Vredefort
Pour les articles homonymes, voir Vredefort (homonymie).
Vredefort est un village rural dans la province de l'État-Libre en Afrique du Sud. On y élève du bétail et y cultive de l'arachide, du sorgho, des tournesols et du maïs.
La ville a été édifiée en 1876 autour d'une ferme appelée Visgat, située sur le cratère de Vredefort, le plus grand et le plus vieux cratère d'impact au monde, d'un diamètre de 300 kilomètres.

## Démographie

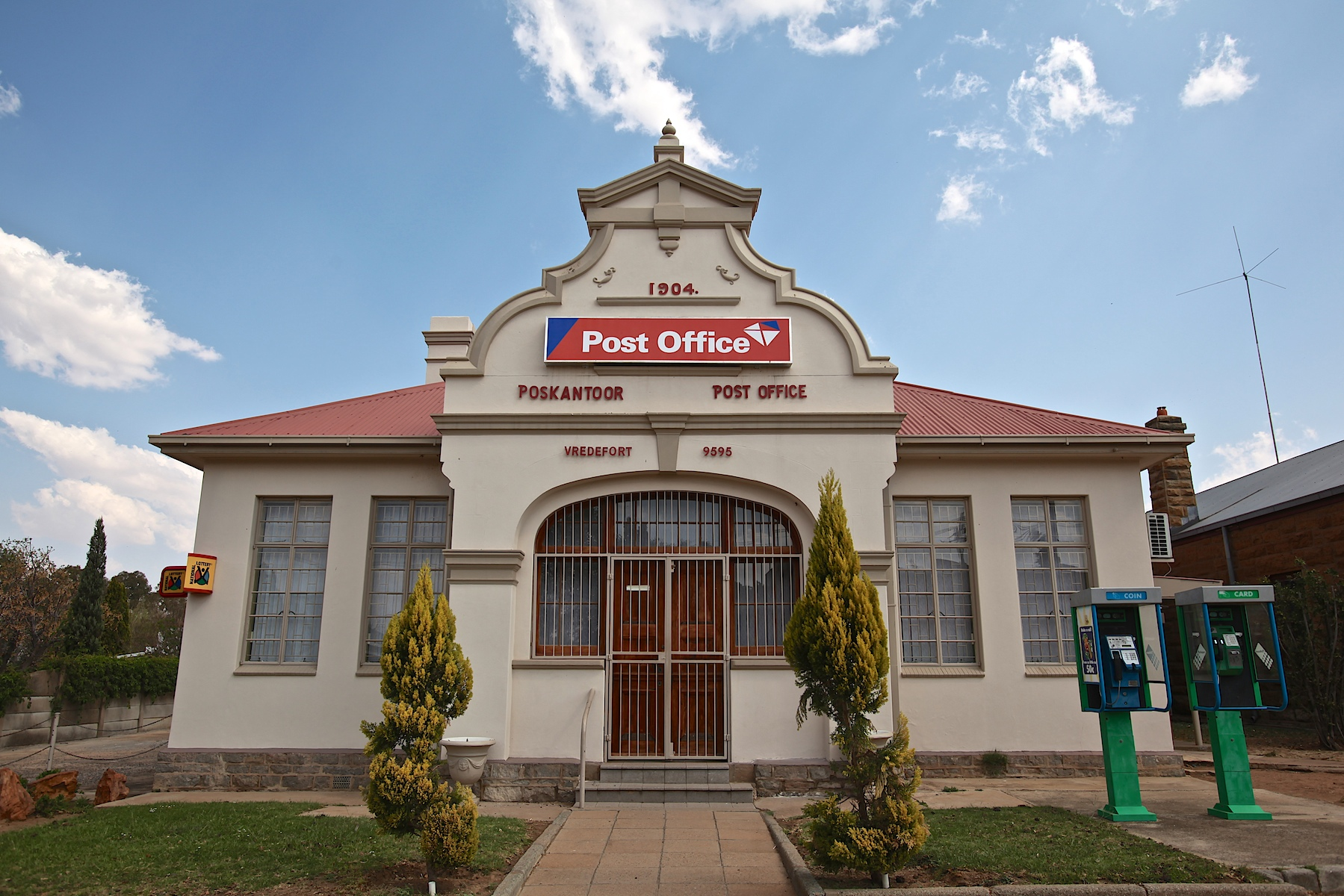
Bureau de poste de Vredefort

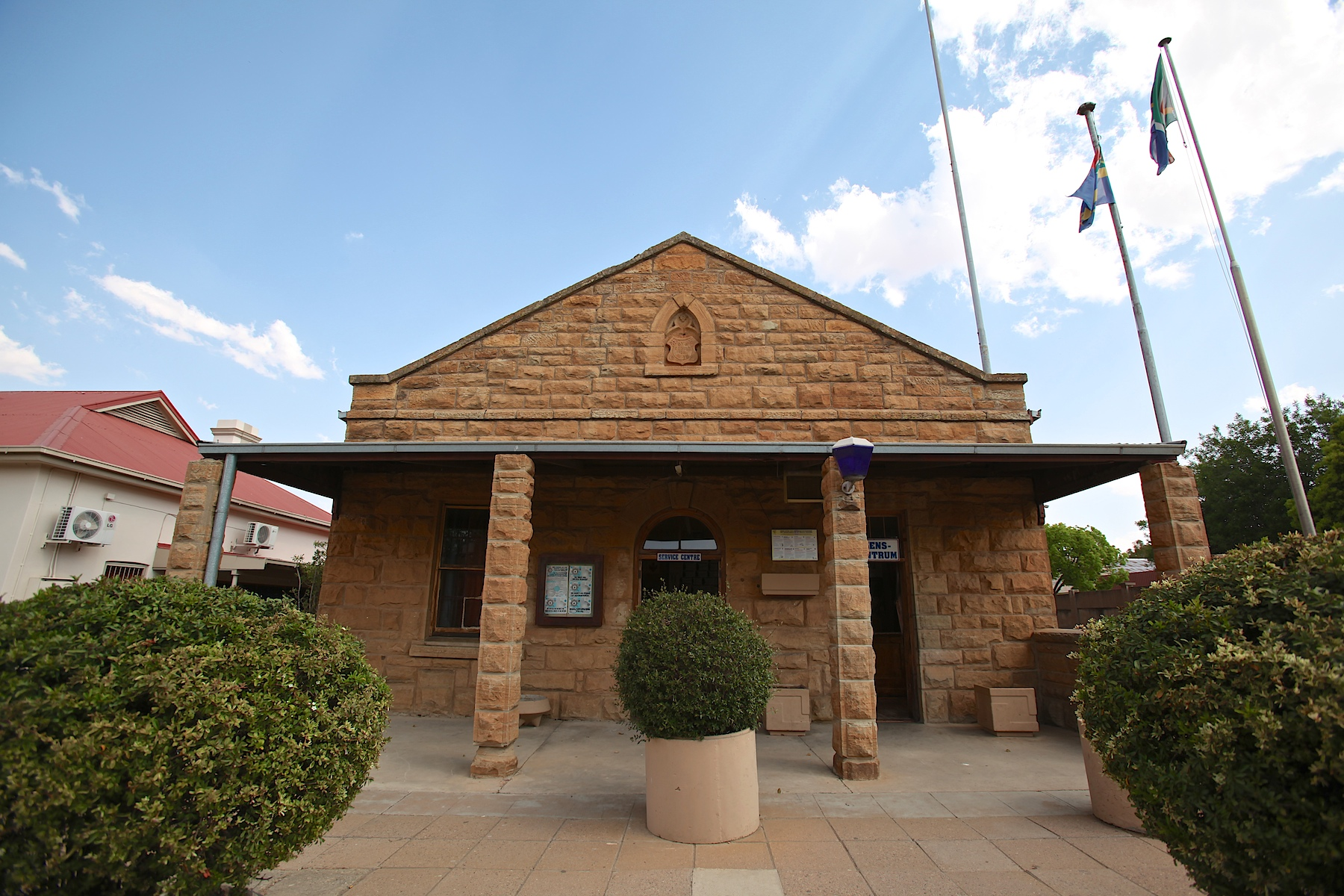
Old Police Station

Selon le recensement de 2011, la commune de Vredefort comprend 1 326 résidents, principalement issus de la communauté blanche (54,15 %). Les Noirs et les coloureds représentent respectivement 31,37 % et 12,44 % des résidents. Les habitants de la commune sont à 66,47 % de langue maternelle afrikaans et à 22,28 % de langue maternelle sesotho.
La zone urbaine, comprenant le village de Vredefort et le township de Mokwallo (13 293 habitants, 98,49 % de Noirs) compte cependant 14 619 résidents (92,4 % de Noirs, 5 % de Blancs).

## Historique
Le village a obtenu son nom après la conclusion pacifique d'un conflit menaçant les relations entre la république sud-africaine du Transvaal et l'État libre d'Orange.
Les Britanniques construisirent à Vredefort un grand camp de concentration durant la seconde guerre des Boers pour interner les femmes et les enfants boers. Plusieurs d'entre eux y périrent.